# Sol Invictus
Sol Invictus (Latijn voor "onoverwonnen zon") was de officiële zonnegod van het latere Romeinse Rijk en een beschermheilige van soldaten.
Op 25 december 274 na Christus maakte de Romeinse keizer Aurelianus het tot een officiële cultus naast de traditionele Romeinse culten. Tot ongeveer het jaar 380 werd Sol Invictus nog in het late Romeinse Rijk aangeduid. Geleerden zijn het oneens over de vraag of die godheid een hervestiging was van de oude Latijnse cultus van Sol, een heropleving van de cultus van Elagabalus, of volledig nieuw was.
De oude Latijnse cultus van Sol zou vanuit Syrië naar Rome zijn gebracht, eerst door keizer Heliogabalus onder de naam Sol Invictus Elagabalus (219 n.Chr.). De Syrische Sol Invictus nam, zo meende men, de plaats in van de Romeinse god Sol Indiges, een tamelijk onbelangrijke god wiens cultus al in de vroege keizertijd in de vergetelheid zou zijn geraakt.
Recent onderzoek heeft echter aangetoond dat er in Rome doorlopend een cultus van de zon is geweest, en dat deze nooit verstoten is door Syrische goden. Zijn naam kon Sol invictus zijn, maar evengoed Sol Oriens, Sol Indiges of gewoon Sol. De zonnegod had drie tempels in Rome - op de Quirinalis, in Trastevere en in het Circus Maximus - waaraan Aurelianus een vierde toevoegde. Deze keizer heeft ook belangrijke hervormingen doorgevoerd in de cultus, waaronder een verandering in de priesterorde en de instelling van vierjaarlijkse spelen ter ere van de zon.

## Achtergrond
De midwinter, het Wintersolstitium, kan als oorsprong gezien worden. Al duizenden jaren wordt de winterwende in vele culturen op het noordelijk halfrond als feest gevierd. In de natuur neemt men waar dat de zon in de winter steeds zwakker wordt. Rond midwinter lijkt de zon enkele dagen stil te staan. Dan op ongeveer 25 december kan men duidelijk waarnemen dat de zon sterker wordt. Dat geeft aanleiding tot feest: symbolisch is een nieuwe zon geboren. Vergelijkbaar met de mythen uit het Oude Egypte waar de (o.a.) zonnegod Osiris die als Sokaris, de stralende ochtendzon, Egypte nieuw leven brengt. Deze licht-duisternis symboliek leeft heden ten dage nog voort o.a. in het joelfeest van de wicca en in de vrijmetselarij

## De Romeinse Zonnegod
Volgens Varro (L. 5.74) behoorde de cultus van zon en maan tot de oudste van Rome, meegebracht door de Sabijnen onder Titus Tatius enkele jaren na de stichting van de stad. Er stonden oude heiligdommen van Sol in en/of bij het Circus Maximus, op de Quirinalis, en volgens Hijmans (2010) ook in Trastevere. In Lavinium was eveneens een Sol-heiligdom. Deze vroeg-Romeinse zonnegod had een bescheiden rol in de Romeinse religie, maar wel een blijvende. In de rituele kalenders van de late eerste eeuw v.Chr., de fasti, zijn drie data gereserveerd voor Sol, al dan niet samen met Luna, te weten 8/9 augustus, 28 augustus, en 11 december. Blijkens het vele materiaal dat Hijmans (2009) bijeengebracht heeft, blijft de Sol-cultus ook gedurende de eerste eeuwen van de keizertijd onverminderd voortbestaan.

## Invictus
De bijnaam invictus (onoverwonnen) krijgt Sol in de loop van de 2e eeuw n.Chr. of wellicht zelfs eerder. Het oudste precies gedateerde voorbeeld ervan is te vinden op een inscriptie uit 158 n.Chr. Het kan echter geen toeval zijn dat in 102 n.Chr. de restauratie van een aan Sol gewijd complex in Trastevere – door Hijmans (2010) geïnterpreteerd als een openluchttempel van Sol –  het werk was van een zekere Anicetus, wiens naam afgeleid is van het Griekse woord voor invictus.
In de oudere literatuur wordt Sol Invictus voorgesteld als een nieuwe, uit Syrië afkomstige zonnegod die de plaats zou hebben ingenomen van de inmiddels verdwenen inheemse zonnegod Sol Indiges. Veel nadruk wordt daarbij gelegd op de vermeende oriëntaalse herkomst van de term invictus. In de laatste decennia is echter duidelijk geworden dat er geen sprake is geweest van een hiaat of onderbreking in de cultus van Sol, en iconografisch is er geen wezenlijk onderscheid tussen Sol in de late Republiek, en Sol in de late keizertijd. De introductie van de term invictus is daarbij niet van belang. In de eerste plaats is duidelijk dat ongeacht de oorspronkelijke herkomst van de term, deze al in de 3e eeuw v.C. gangbaar was geworden in Rome zonder oosterse bijbetekenissen. Als Sol voor het eerst invictus wordt genoemd, voegt hij zich bij Jupiter, Mars, Hercules, en de keizer, die allen eveneens deze bijnaam kunnen dragen. Daar komt bij dat het gebruik van de bijnaam invictus voor Sol zeer willekeurig is, en dus kennelijk voor de juiste identificatie van de god niet nodig is. Op munten, bijvoorbeeld, wordt Sol al vanaf het eind van de 2e eeuw ongeveer jaarlijks afgebeeld, maar wordt hij pas in ongeveer 260 voor het eerst invictus genoemd. Vanaf dat moment wordt de term regelmatig gebruikt, maar nog altijd op het merendeel van de munten niet. Kortom, het gebruik van deze bijnaam is een heel andere dan het zou moeten zijn indien Sol invictus een andere god moest aanduiden dan de Romeinse Sol.

## Elagabalus
Diverse delen van het rijk kenden eigen zonnegoden. Daarvan is Sol Invictus Elagabalus de meest bekende, vooral omdat in 219 keizer Elagabalus, priester van deze zonnegod van zijn geboortestad Emesa in Syrië, op weinig subtiele wijze getracht heeft de god in Rome te introduceren als nieuwe oppergod. Na zijn dood in 222 verdween de cultus van Elagabalus weer uit Rome.
De Emesische Sol Invictus Elagabalus en de Romeinse Sol (al dan niet met de toevoeging Invictus) waren verwante, maar geenszins identieke goden. Ze zijn in die zin vergelijkbaar met talloze andere inheemse en Romeinse goden, zoals Jupiter Optimus Maximus Dolichenus, Jupiter Heliopolitanus, etc. Het verdwijnen van Elagabalus uit Rome had dan ook geen gevolgen voor de Romeinse cultus van Sol. Integendeel, die won in de volgende decennia juist aan belang, zoals blijkt uit het toenemend aantal afbeeldingen van Sol op munten, de hogere status van de priesters van Sol, en de toename ook in andere contexten van de rol en aanwezigheid van Sol.

## Sol enMithras
Evenals Elagabalus wordt ook Mithras vaak met Sol Invictus verbonden en heet hij Sol Invictus Mithras. Opvallend is daarbij dat Sol en Mithras in de Mithreïsche kunst altijd als twee afzonderlijke figuren worden afgebeeld, bijvoorbeeld in het vaak afgebeelde banket waaraan beiden deelnemen. De naam Sol Invictus Mithras duidt dus niet noodzakelijkerwijs op een vereenzelviging van Sol en Mithras. Veeleer lijkt er sprake te zijn van een soort "harmonische vereniging van tegengestelden," volgens Beck een van de 
"axiomatische" kenmerken van de Mithras-cultus.

## Aurelianus
Keizer Aurelianus voerde in 274 na Chr. vérreikende hervormingen door in de priesterorde van de Sol-cultus, bouwde een grote openluchttempel voor de zonnegod, en stichtte vierjaarlijkse, meerdaagse spelen voor Sol. Het bronnenmateriaal hiervoor is zeer summier, maar niettemin in grote lijnen consistent en helder. Aurelianus is bovenal conservatief in zijn religieuze hervormingen. Sol wordt ingebed in de Romeinse staatsreligie, naast andere rijksgoden. Voortaan zijn de priesters van Sol lid van het nieuwe collegium van pontifices van Sol, waar ze voordien sacerdotes waren en sociaal een veel lagere rang hadden. De pontifices Solis waren zonder uitzondering vooraanstaande senatoren.. 
In het meest recente onderzoek is men het erover eens dat Aurelianus geen nieuwe zonnegod heeft ingevoerd; zijn hervormingen hadden betrekking op de eeuwenoude cultus van Sol in Rome. Berrens ontkracht ook de theorie dat Aurelianus een specifieke zonnegod, de al dan niet uit Syrië afkomstige Sol Invictus, naar voren schoof. Hij wijst erop dat Sol op munten van Aurelianus vaker Oriens (de opkomende) als bijnaam heeft dan invictus, en dat beide termen niet nieuw zijn. Hijmans voegt daaraan toe dat er ook geen enkel iconografisch onderscheid is dat kenmerkend is voor Sol Invictus, en hij wijst erop dat de veertien pontifices Solis die we uit laat-derde- en vierde-eeuwse inscripties kennen gewoon van Sol spreken, zonder nadere aanduiding. 
Aurelianus voerde deze hervormingen door in het najaar van 274, toen hij in Rome zijn overwinningen in Palmyra en Gallië vierde. Bij die gelegenheid stelde hij ook de vierjarige spelen voor Sol in. Julianus verwijst in zijn Hymne voor koning Helios (geschreven kort na de jaarwisseling in 363) naar deze spelen, die in 362 voor de 23ste keer gehouden waren, en maakt duidelijk onderscheid tussen deze meerdaagse spelen en het feest van Sol van 25 december dat slechts één dag duurde. In de acht jaar eerder geschreven Kalender van Filocalus is eveneens sprake van meerdere feestdagen voor Sol, waaronder van 18-21 oktober een meerdaags evenement. Uit andere bronnen blijkt dat Aurelianus zijn triomf vierde tegelijk met de eerste spelen voor Sol. Ook de inwijding van de nieuwe tempel vond op dat moment plaats, dus rond 18-21 oktober, en niet op 25 december.

## Constantijn
De cultus van Sol Invictus bleef een belangrijk fundament voor het keizerlijk gezag tot het decreet van Theodosius I de dato 27 februari 380, dat bepaalde dat alleen Niceens christendom acceptabel was als religie. Zelfs Constantijn de Grote liet voor zijn (veronderstelde) bekering tot het christendom munten slaan met afbeelding van Deus Sol Invictus, en liet per decreet de dato 7 maart 321 de 'dag van de zon' de tegenwoordige zondag (dies Solis) tot officiële Romeinse rustdag uitroepen.

## Sol Invictus en het christendom

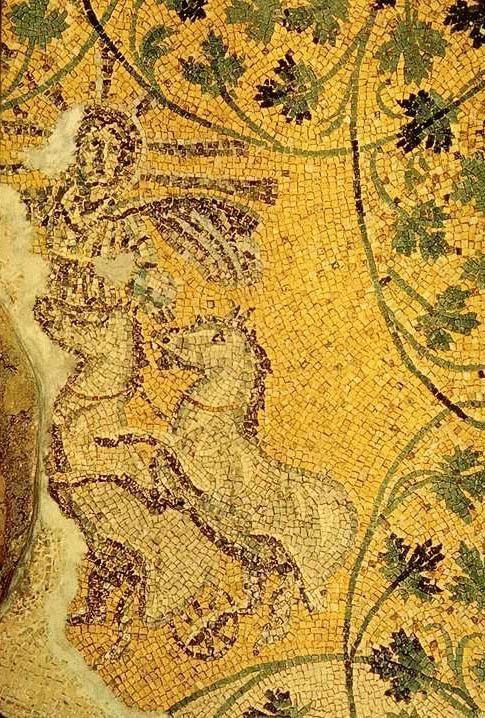
Christus afgebeeld als Sol Invictus.

Het christendom nam enkele gebruiken over van de Sol Invictus cultus, hetgeen duidelijk wordt in de vroeg-christelijke iconografie waarin Christus wordt afgebeeld met een zonnekroon, in de zonnestrijdwagen van Apollon-Helios; en hij de titel van "zon van gerechtigheid" krijgt toebedeeld. In dit verband wordt ook het zonnerad als Christussymbool gebruikt.
Daarnaast zijn er parallellen aangetoond tussen de Dies Natalis Solis Invicti en Kerstmis.